# Donald Baxter MacMillan
Pour les articles homonymes, voir Donald McMillan.
Donald Baxter MacMillan, né le 10 novembre 1874 à Provincetown où il est mort le 7 septembre 1970, est un officier de marine et explorateur américain.
Il a effectué plus de 30 expéditions dans l'Arctique au cours de ses 46 ans de carrière.
Un des pionniers de l'utilisation des radios, des avions et de l'électricité dans l'Arctique, il a rédigé un dictionnaire de la langue inuktitut. Ses expéditions ont produit des films inuits, des photographies de scènes arctiques et des enregistrements audio de langues inuites, dont des milliers ont été pris par la navigatrice américaine Miriam MacMillan (en).

## Biographie

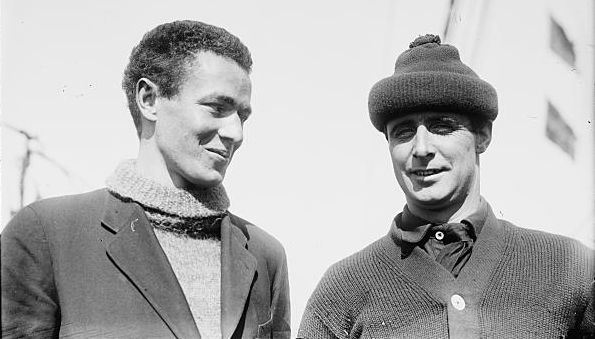
Photographie de MacMillan (droite) avec George Borup (1909).

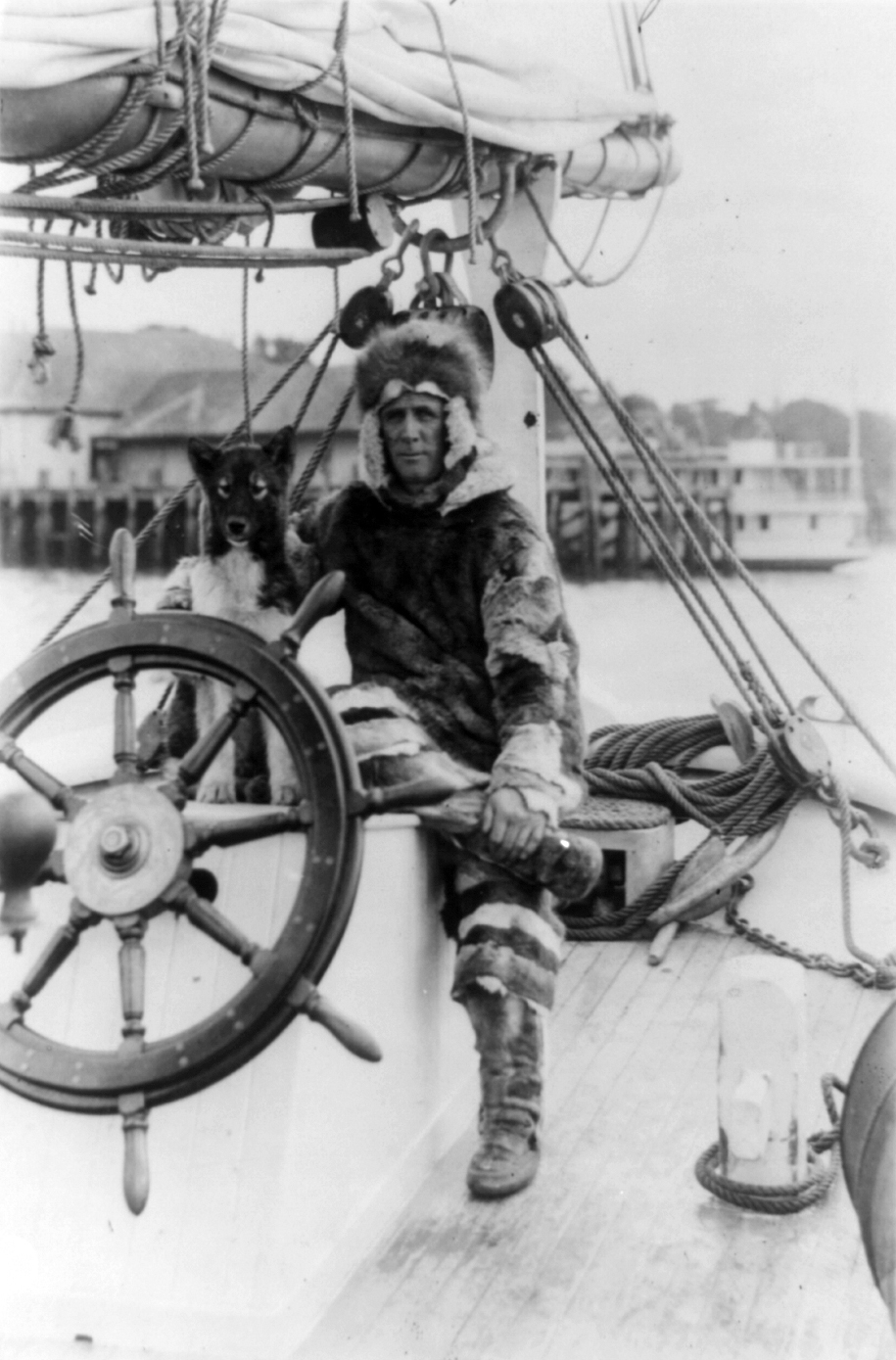
Donald MacMillan sur le Bowdoin vers 1922

Né à Provincetown dans le Massachusetts, Donald MacMillan est élevé à Freeport, dans le Maine, après la mort de ses deux parents en 1883 (son père est décédé alors qu'il était capitaine d'une goélette de pêche) et en 1886 (sa mère est décédée subitement). Il fait ses études au Bowdoin College de Brunswick, où il obtient en 1898 un diplôme en géologie. Il enseigne de 1903 à 1908 à la Worcester Academy (en).
Après cinq ans en tant que professeur de lycée, il attire l'attention de son camarade diplômé du Bowdoin, Robert E. Peary, lorsqu'il sauve la vie de neuf naufragés en deux nuits. Peary l'invite à se joindre à son voyage de 1908 au pôle Nord. Bien que MacMillan lui-même ait dû faire demi-tour à 84°29' le 14 mars en raison de talons gelés, Peary aurait atteint le pôle 26 jours plus tard,.
MacMillan passe les années suivantes à voyager au Labrador, menant des études ethnologiques auprès des Innus et des Inuits. Il a organisé et commandé la malheureuse expédition à Crocker Land dans le nord du Groenland en 1913. Crocker Land s'est avéré être un mirage. Les membres de l'expédition sont restés bloqués jusqu'en 1917, lorsque le capitaine Robert Bartlett du navire Neptune les a finalement secourus.
Le 24 décembre 1918, peu après l'armistice qui met fin à la Première Guerre mondiale, MacMillan est nommé enseigne dans le Corps d'aviation de la Réserve navale. Il a 44 ans, ce qui en fait l'un des plus anciens enseignes de l'histoire de la marine américaine. Après la guerre, il commence à collecter des fonds pour une autre expédition dans l'Arctique. En 1921, la goélette Bowdoin est lancée depuis East Boothbay, dans le Maine, et met le cap sur l'île de Baffin, où MacMillan et son équipage passent l'hiver. L'expédition se distingue par le fait qu'elle emmène un opérateur radio amateur, Don Mix, qui utilise la station WNP (« Wireless North Pole ») pour les maintenir en contact avec le monde extérieur.
En 1923, il navigue de nouveau vers le pôle Nord à bord du Bowdoin, parrainé par la National Geographic Society pour rechercher des preuves de l'avancée des glaciers,.
En 1925, il dirige une expédition scientifique soutenue par la National Geographical Society et financée principalement par l'entrepreneur de Chicago Eugene McDonald (en) - qui était accompagnée de personnel de la marine américaine et d'avions commandés par Richard E. Byrd. Les avions doivent être utilisés pour des relevés aériens des îles de Baffin et d'Ellesmere, pour l'étude de l'inlandsis du Groenland et pour la reconnaissance de zones jusqu'alors inexplorées de la mer Arctique. Les résultats aériens se sont révélés décevants en raison de conditions météorologiques difficiles, de moteurs peu fiables et d'outils de navigation inadéquats. L'expédition est malgré cela connue pour la démonstration réussie de la radio SW dans les communications depuis la région arctique.
À l'été 1926, MacMillan dirige un groupe d'explorateurs comprenant trois femmes et cinq scientifiques collectant la flore et la faune du Labrador et du Groenland. Il pense qu'il est possible que les ruines antiques au large de l'île Sculpin, à vingt milles de Nain, au Labrador, sont les restes d'une colonie nordique vieille de 1 000 ans. Du côté du continent, MacMillan trouve ce qu'il considère comme les vestiges de dix ou douze maisons. Il estime l'âge des habitations à plusieurs centaines d'années d'après les lichens qui recouvrent en partie leurs fondations. Cependant, MacMillan ne peut pas dire avec certitude si ces bâtiments ont été construits par les Vikings. Selon la tradition inuit, les « igloos de pierre » étaient construits par des hommes venus de la mer à bord de bateaux. Les Inuits appelaient le site Tunitvik, ce qui signifie le lieu des Normands. MacMillan a déclaré que l'argument le plus fort selon lequel les habitations de Sculpin étaient d'origine viking était leur ressemblance avec celles qu'il avait trouvées au Groenland l'année précédente. L'argument selon lequel l'île Sculpin était une colonie nordique a été réfuté par le géographe Väinö Tanner en 1941.
Le 18 mars 1935, alors qu'il a 61 ans, il épouse la navigatrice, auteure et photographe Miriam Norton Look, alors âgée de 29 ans.
MacMillan est inscrit sur la liste des retraités honoraires de la Réserve navale avec le grade de lieutenant-commandant à l'occasion de son 64e anniversaire en 1938. Bien qu'il ait dépassé l'âge de la retraite, il se porte volontaire pour le service actif dans la Marine pendant la Seconde Guerre mondiale.
Le 22 mai 1941, il transfère le Bowdoin à la Marine pour la durée de la guerre et sert comme son premier commandant avant d'être transféré au Service hydrographique de Washington, D.C. Il est promu au grade de commandant le 13 juin 1942.
Après la guerre, il poursuit ses voyages dans l'Arctique, emmenant des chercheurs vers le nord et transportant des fournitures pour l'école MacMillan-Moravian qu'il a fondée en 1929.
À partir de 1937, Miriam MacMillan rejoint son mari dans 9 expéditions dans l'Arctique au sein de son équipage. Elle prend des milliers de photographies, de films, d'objets d'art inuit et d'enregistrements audio d'Inuits, qu'elle a ensuite organisés et conservés pour le Peary–MacMillan Arctic Museum (en).
En 1939, MacMillan est photographié dans un portrait pris par Miriam MacMillan sur le Bowdoin, avec son chapeau de capitaine, tenant un chiot nommé Kahda. La Maine Historical Society (en) explique : « Une partie du travail de Donald MacMillan dans l'Arctique repose sur des traîneaux tirés par des chiens spécialement élevés pour le travail. Parfois, un chien particulier, comme Kahda, devenait également un animal de compagnie. MacMillan était connu pour aimer les chiens et très bon pour travailler avec eux - compétences qu'il a acquises auprès de ses compagnons inuits lors de sa première expédition dans l'Arctique avec Robert Peary en 1908-1909. »
Le 25 juin 1954, il est promu, par une loi spéciale du Congrès, au rang de contre-amiral sur la liste des retraités de la Réserve navale en l'honneur de sa vie de service et de réalisations.
Il effectue son dernier voyage dans l'Arctique en 1957, à l'âge de 82 ans, et est décédé en 1970, à l'âge de 95 ans. Il est enterré à Provincetown, dans le Massachusetts, où le quai principal porte son nom.

## Honneurs et distinctions

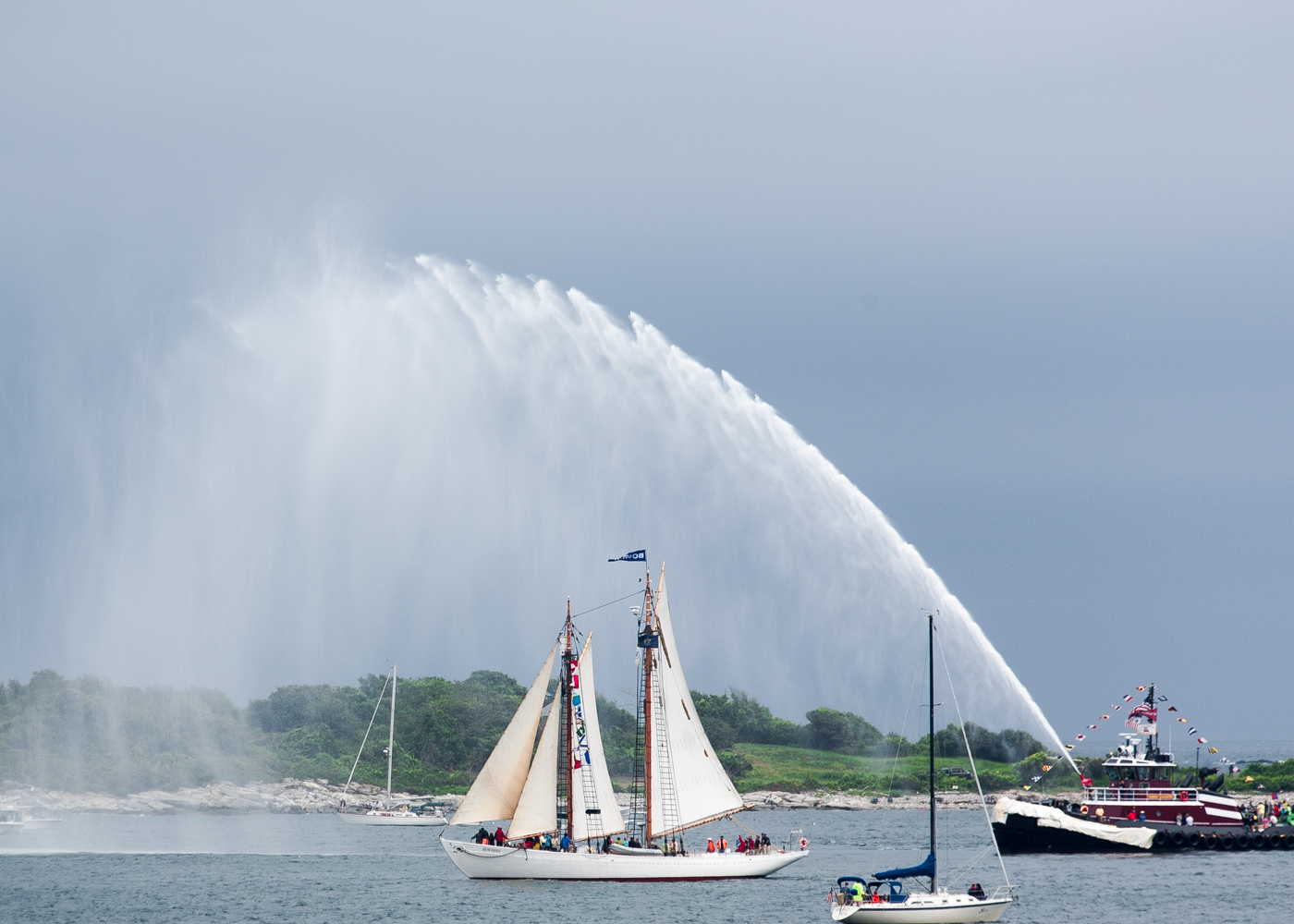
Le Bowdoin en 2015 (au centre)

En 1927, les Boy Scouts of America ont fait de MacMillan un scout honoraire, une nouvelle catégorie de scouts créée la même année. Cette distinction a été décernée aux « citoyens américains dont les réalisations en matière d'activités de plein air, d'exploration et d'aventures valables sont d'un caractère si exceptionnel qu'elles captivent l'imagination des garçons… ». Les dix-huit autres qui ont reçu cette distinction sont : Roy Chapman Andrews, Robert Bartlett, Frederick Russell Burnham, Richard E. Byrd, George Kruck Cherrie, James L. Clark, Merian C. Cooper, Lincoln Ellsworth, Louis Agassiz Fuertes, George Bird Grinnell, Charles Lindbergh, Clifford H. Pape, George Palmer Putnam, Kermit Roosevelt, Carl Rungius, Stewart Edward White et Orville Wright.
Le groupe de cornemuse de l'école secondaire Robert E. Peary à Rockville dans le Maryland, a été formé et porte son nom avec sa permission en 1961.

### Médailles
- Peary Polar Expedition Medal (en)
- Naval Reserve Medal
- American Defense Service Medal
- American Campaign Medal
- World War II Victory Medal